# Ero septemspinosa
Espèce
Ero septemspinosa est une espèce d'araignées aranéomorphes de la famille des Mimetidae.

## Distribution
Cette espèce est endémique de Majorque aux îles Baléares en Espagne.

## Publication originale
- Lissner, 2016 : A new Ero (Araneae: Mimetidae) from caves and Mesovoid Shallow Substratum in Majorca, Spain. Revista Ibérica de Aracnología, vol. 29, p. 3-7.